# 喜山環蛇
喜山環蛇，別名環蛇、東北山環蛇。，是眼鏡蛇科環蛇屬的其中一種。

## 描述
喜山環蛇是一種中到大型的環蛇，为劇毒蛇。该蛇有15行鳞片，其背部有明顯三角脊，全長1.1m左右（記錄中最大的雄性長1.4m；尾長16cm）有不連續環狀細碎斑間隔紋。

## 分佈
喜山環蛇分佈於緬甸、印度、尼泊爾、喜馬拉雅山脈和越南以及西藏及雲南，海拔2040米左右。

## 食性
主要以其他蛇類、蜥蜴、鼠類、蛙類等為食。

## 保护
本种于2023年被收录入《有重要生态、科学、社会价值的陆生野生动物名录》。